# Robbyn Hermitage
Robbyn M. Hermitage (* 22. April 1970 in Montreal) ist eine kanadische Badmintonspielerin. 

## Karriere
Robbyn Hermitage nahm 2000 in allen drei möglichen Disziplinen im Badminton an Olympia teil. Als beste Platzierung erreichte sie dabei Platz 9 im Damendoppel. 1997 und 1999 wurde sie Panamerikameisterin. Bei den Panamerikaspielen gewann sie 1999 Gold.

## Sportliche Erfolge
| Saison | Veranstaltung                   | Disziplin   | Platz | Name                                   |
| ------ | ------------------------------- | ----------- | ----- | -------------------------------------- |
| 1986   | Kanada: Jugendmeisterschaften   | Damendoppel | 1     | K. Kadonaga / Robbyn Hermitage         |
| 1989   | Kanada: Juniorenmeisterschaften | Mixed       | 1     | Iain Sydie / Robbyn Hermitage          |
| 1994   | Kanada: Einzelmeisterschaften   | Damendoppel | 1     | Milaine Cloutier / Robbyn Hermitage    |
| 1996   | Kanada: Einzelmeisterschaften   | Damendoppel | 1     | Milaine Cloutier / Robbyn Hermitage    |
| 1997   | Panamerikameisterschaft         | Damendoppel | 1     | Milaine Cloutier / Robbyn M. Hermitage |
| 1997   | Kanada: Einzelmeisterschaften   | Damendoppel | 1     | Denyse Julien / Robbyn Hermitage       |
| 1998   | Mexico International            | Damendoppel | 1     | Milaine Cloutier / Robbyn Hermitage    |
| 1998   | Kanada: Einzelmeisterschaften   | Damendoppel | 1     | Milaine Cloutier / Robbyn Hermitage    |
| 1998   | Mexico International            | Mixed       | 1     | Brent Olynyk / Robbyn Hermitage        |
| 1999   | Panamerikameisterschaft         | Damendoppel | 1     | Milaine Cloutier / Robbyn M. Hermitage |
| 1999   | Canadian Open                   | Damendoppel | 1     | Robbyn Hermitage / Milaine Cloutier    |
| 1999   | Carebaco-Meisterschaft          | Damendoppel | 1     | Milaine Cloutier / Robbyn Hermitage    |
| 1999   | Peru International              | Damendoppel | 1     | Milaine Cloutier / Robbyn Hermitage    |
| 1999   | Kanada: Einzelmeisterschaften   | Damendoppel | 1     | Milaine Cloutier / Robbyn Hermitage    |
| 2000   | Olympia                         | Dameneinzel | 33    | Robbyn Hermitage                       |
| 2000   | Olympia                         | Damendoppel | 9     | Robbyn Hermitage / Milaine Cloutier    |
| 2000   | Olympia                         | Mixed       | 17    | Brent Olynyk / Robbyn Hermitage        |
| 2000   | Kanada: Einzelmeisterschaften   | Damendoppel | 1     | Milaine Cloutier / Robbyn Hermitage    |
| 2001   | Kanada: Einzelmeisterschaften   | Damendoppel | 1     | Amélie Felx / Robbyn Hermitage         |
| 2002   | Kanada: Einzelmeisterschaften   | Damendoppel | 1     | Milaine Cloutier / Robbyn Hermitage    |
| 2002   | Kanada: Einzelmeisterschaften   | Mixed       | 1     | Philippe Bourret / Robbyn Hermitage    |
| 2003   | Kanada: Einzelmeisterschaften   | Damendoppel | 1     | Milaine Cloutier / Robbyn Hermitage    |